# Crkva Gospe od Karmena u Bolu
Župna crkva Gospe od Karmena nalazi se u Bolu na Braču
Podignuta je u drugoj pol. 17. st. u zapadnom dijelu bolske luke. Proširenje crkve započelo je krajem 18. st. Jednobrodna građevina s četvrtastom apsidom ima pročelje sa šiljatim zabatom ukrašenim volutama, rad bračkih klesara iz obitelji Štambuk. Portal s profiliranim okvirom i lunetom ima barokne značajke te kip anđela s Veronikinim rupcem rad P. Macettija. Na glavnom oltaru je pala Svete obitelji, rad Feliksa Tironija s kraja 18. st.

## Zaštita
Pod oznakom Z-1866 zavedena je kao nepokretno kulturno dobro - pojedinačno, pravna statusa zaštićena kulturnog dobra, klasificirano kao "sakralna graditeljska baština".

## Vanjske poveznice
|  | Zajednički poslužitelj ima još gradiva o temi Crkva Gospe od Karmena u Bolu |